# Bie Karlsson
Bie Karlsson, född 7 oktober 1961 i Nacka, är en svensk musiker, låtskrivare och musikproducent.

## Biografi
Som artist har Bie verkat sedan slutet av 1970-talet och spelat allt från punk och hårdrock till ska och pop. Han har turnerat med ett flertal band, deltagit i tv- och radioprogram, skrivit jinglar, medverkat på fem fullängdsalbum samt ett antal singlar och samlingsskivor och jobbat med producenter som Dennis Bovell,  Anders Henkan Henriksson, Dan Sundqvist, Kaj Erixson och Stefan Glaumann.

## Diskografi
Låtskrivare
- Bonefish, Atoms, S-Rock Music Production/FishboneMusic 2017
- T-Shirts, To My Love, AMTY 2017
- Bonefish, Time to market, FishboneMusic 2014
- Bonefish, Revolve, FishboneMusic 2013
- Docenterna, Honung, MCA 1995
- Docenterna, På lyckliga gatan, EMI 1992
- Docenterna, Låt tiden gå 1979-1989, Mistlur 1990
- Docenterna, Söderns ros, Mistlur 1989
- Gang Bang, Trans, Virgin 1984

Producent
- Bonefish, Time to market, FishboneMusic 2014
- Bonefish, Revolve, FishboneMusic 2013

Gitarr och sång
- Bonefish, Atoms, S-Rock Music Production/FishboneMusic 2017
- T-Shirts, To My Love, AMTY 2017
- Bonefish, Time to market, FishboneMusic 2014
- Bonefish, Revolve, FishboneMusic 2013
- Docenterna, Honung, MCA 1995
- Docenterna, På lyckliga gatan, EMI 1992
- Docenterna, Låt tiden gå 1979-1989, Mistlur 1990
- Docenterna, Söderns ros, Mistlur 1989
- Gang Bang, Trans, Virgin 1984
- Giant steppers, Push Jimmy bond push, Stranded records 1983
- Giant steppers, Uptown downtown, Stranded records 1983
- Giant steppers, Giant steppers, Stranded records 1983
- Gang Bang, Tillåten Erotik, Virgin 1983
- Gang bang, Pärlor, Rosa honung(samling) 1983
- Gang bang, Softkalas, 1982
- T-shirts, You got what it takes, Sonet 1981
- T-shirts, Mr Swing, Sonet 1981
- T-shirt, I'm the television, Sonet 1981
- T-shirts, T-shirts, Sonet 1980
- Taxi, Time in a bottle, Wave records 1980
- Zeta, Vicken tjej, 1979
- Zeta, Swedish tracks' (samling), Sonet 1978